# 대구광역시립중앙도서관 달성분관
대구광역시립 중앙도서관 달성분관은 대구광역시 중구 달성동에 았는 공공 도서관이다.